# Кавник (Марамуреш)
Кавник (рум. Cavnic) насеље је у Румунији у округу Марамуреш у општини Кавник. Oпштина се налази на надморској висини од 859 m.

## Становништво
Према подацима из 2002. године у насељу је живело 5205 становника.

### Попис2002.
| Расподела становништва по националности 2002.‍ | Расподела становништва по националности 2002.‍ | Расподела становништва по националности 2002.‍ | Расподела становништва по националности 2002.‍ | Расподела становништва по националности 2002.‍ |
| --------------------------------------------- | --------------------------------------------- | --------------------------------------------- | --------------------------------------------- | --------------------------------------------- |
|                                               |                                               |                                               |                                               |                                               |
| Румуни                                        | Румуни                                        |                                               | 4.205                                         | 80,8%                                         |
| Мађари                                        | Мађари                                        |                                               | 911                                           | 17,5%                                         |
| Роми                                          | Роми                                          |                                               | 54                                            | 1,0%                                          |
| Украјинци                                     | Украјинци                                     |                                               | 14                                            | 0,3%                                          |
| Немци                                         | Немци                                         |                                               | 18                                            | 0,3%                                          |